# Triklozán
A triklozán erős, széles spektrumú baktérium- és gombaellenes fertőtlenítőszer.

## Felhasználása
Különféle kozmetikai termékekben (fogkrém, folyékony szappan, dezodor, szájvíz, borotválkozás utáni szer) is felhasználják, bár egészségügyi kockázatai (hosszú távon kis koncentrátumban is hatással lehet pl. a pajzsmirigy működésére) miatt egyre kevésbé. A triklozán-tartalmat az európai uniós és a magyarországi szabályozás szerint fel kell tüntetni a kozmetikumokon, viszont a kisebb méretű felhasználást nem kötelező kiírni.

## Hátrányai
A triklozán a termékekkel az emberi szervezetbe bejutva (szájon, száj-nyálkahártyán vagy a bőrön keresztül) felhalmozódik, és számos nem kívánt hatása van. Az Európai Unió élelmiszerrel érintkező termékekben (01010/169/EU) valamint biocid (rovarirtó, szabadtéri fertőtlenítő stb.) termékekben (2010/675/EU) betiltotta a triklozán használatát, viszont kozmetikumokban és például fogkrémekben továbbra is engedélyezettek.
A triklozánnal kapcsolatos megállapítások:
- hogy megzavarhatja az élőlények hormonháztartását: gátolja a férfi és a női nemi hormonok működését,
- hatással lehet a magzat növekedésére és fejlődésére
- továbbá károsítja a pajzsmirigy működését.
- egyes daganatos betegségekkel összefüggésben lehet,
- fejlődési rendellenességek és májkárosodás.
- Szájba kerülve elpusztíthatja a szájflóra, lenyelve pedig a bélflóra hasznos baktériumait.
- károsítja az izmok működését.
- antibiotikum-rezisztenciát okoz.[5]